# Цимерите од соба 306
„Цимерите од соба 306” је југословенски и македонски ТВ филм из 1976. године. Режирао га је Зоран Младеновић а сценарио је написао Трајче Гаврилов.

## Улоге
| Глумац             | Улога |
| ------------------ | ----- |
| Јорданчо Чевревски |       |
| Мирче Доневски     |       |
| Петре Арсовски     |       |
| Ристо Шишков       |       |
| Бедија Беговска    |       |
| Стојна Костовска   |       |
| Ненад Стојановски  |       |
| Гоце Влахов        |       |
| Гоце Тодоровски    |       |
| Кире Печијаревски  |       |
| Виолета Шапковска  |       |
| Славица Јовановска |       |
| Раде Матић         |       |
| Ђокица Лукаревски  |       |